# Herbert Föttinger

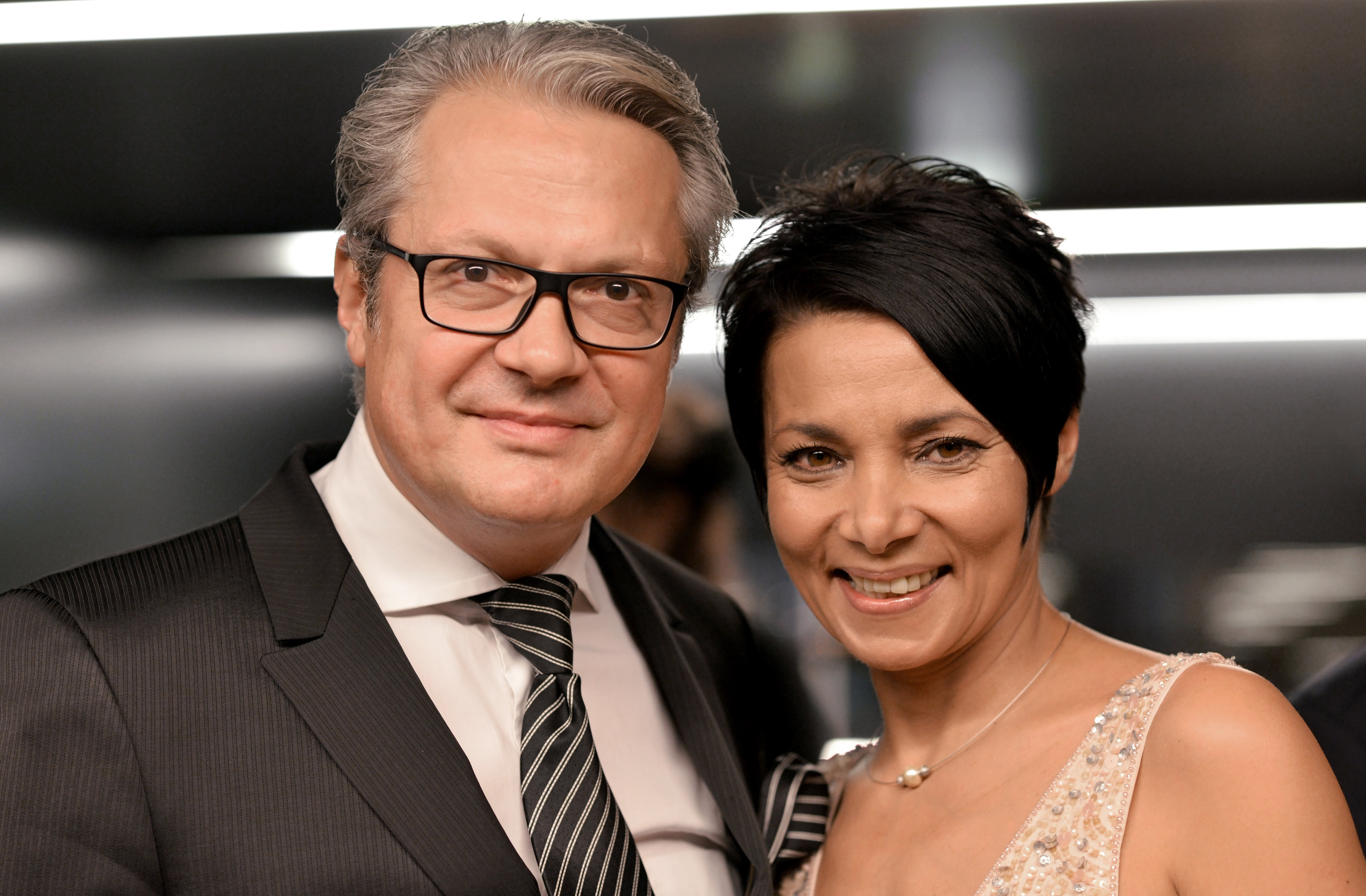
Herbert Föttinger und Sandra Cervik (2014)

Herbert Föttinger (* 25. Juli 1961 in Wien) ist ein österreichischer Schauspieler und Theaterregisseur. Er ist seit 2006 Direktor des Theaters in der Josefstadt.

## Leben und Wirken
Herbert Föttingers Vater war Bibliothekar in der Österreichischen Nationalbibliothek. Föttinger besuchte das Wiener Schottengymnasium und das Marianum im 18. Wiener Gemeindebezirk. Im Alter von 16 Jahren gründete er eine Jugendtheatergruppe im Waldviertel. Nach der Matura erhielt er drei Jahre privaten Schauspielunterricht bei Burgschauspieler Peter Jost. Ab 1984 spielte er am Städtebundtheater in Hof an der Saale, am Landestheater Detmold (1985–1987), am Stadttheater Hildesheim (1987–1988) und am Schauspielhaus Graz (1988–1990).
Anschließend holte ihn Emmy Werner ans Wiener Volkstheater. Nach drei Jahren wurde er für die Rolle des Alfred in Karlheinz Hackls Inszenierung von Ödön von Horváths Geschichten aus dem Wiener Wald ans Theater in der Josefstadt engagiert, wo ihm Otto Schenk als damaliger Direktor des Theaters einen Ensemblevertrag anbot. Er trat bei den Salzburger Festspielen und bei den Sommerspielen Reichenau auf. Zudem war er 1995 mit Talk Radio als Produzent und Schauspieler erfolgreich, 1996 folgte Die Bernfeld Revue, wo er neben seiner Schauspielertätigkeit auch als Regisseur einsprang. Als Schauspieler arbeitete er unter der Regie von Frank Arnold, Thomas Birkmeir, Luc Bondy, Hans Gratzer, Helmuth Lohner, Janusz Kica, Günter Krämer, Stephanie Mohr, Dietmar Pflegerl, Otto Schenk, Peter Stein und anderen.
Nach Föttingers erfolgreicher Inszenierung von Nestroys Kampl, dessen Premiere Ende 2004 stattfand, führte Föttinger regelmäßig Regie am Theater in der Josefstadt und an den Kammerspielen der Josefstadt. 2013 erfolgte sein Debüt als Opernregisseur mit Beethovens Fidelio im Theater an der Wien unter dem Dirigat von Nikolaus Harnoncourt. 2017 wurde er ans Münchner Gärtnerplatztheater engagiert, seine Inszenierung von Mozarts Don Giovanni wurde von der Kritik als „packendes und zeitgemäßes Musiktheater“ bezeichnet.
Seit 2006 leitet Föttinger das Theater in der Josefstadt und damit auch die Kammerspiele. Seitdem fanden über 80 Uraufführungen und Erstaufführungen statt, Autoren wie Peter Turrini, Felix Mitterer, Daniel Kehlmann, Christopher Hampton, Thomas Arzt und Lisa Wentz erhielten Aufträge für neue Stücke, und es gelang Föttinger, renommierte Regisseure wie Hans Neuenfels, Elmar Goerden, Anna Bergmann, Günter Krämer, Hans Hollmann, Mateja Koležnik, Amélie Niermeyer, Claus Peymann, David Bösch und Dieter Dorn an sein Haus zu holen. Unter seiner Leitung fand eine Generalrenovierung des Theaters in der Josefstadt sowie umfassende Modernisierungsmaßnahmen der Kammerspiele statt. Am 24. Juni 2024 wurde Marie Rötzer als Nachfolgerin von Föttinger als Direktorin des Theaters in der Josefstadt ab der Saison 2026/27 vorgestellt.

### Kontroversen
Ab Herbst 2024 wurden zahlreiche Vorwürfe von mindestens 18 Angestellten der Josefstadt gegen Föttinger publik. In mehreren Fällen habe der Intendant demnach Mitarbeiterinnen und Mitarbeiter beleidigt, angebrüllt, sexuell belästigt und sei übergriffig geworden. Wutausbrüche und Einschüchterungen gehörten lauf Ensemble Mitgliedern zum Alltag. Föttinger räumte ein, dass ihm seine Machtposition in der Rolle als Direktor und Regisseur „zu wenig bewusst“ gewesen sei.

## Privates
Herbert Föttinger ist mit der Schauspielerin Sandra Cervik verheiratet, sie haben einen Sohn.

## Ehrungen und Auszeichnungen
- 1998: Verleihung des Wiener Schauspielerring
- 2012: Ernennung zum Kammerschauspieler
- 2013: Goldenes Ehrenzeichen für Verdienste um das Land Wien
- 2016: Johann-Nestroy-Ring[7]
- 2019: Marietta und Friedrich Torberg-Medaille (gemeinsam mit Daniel Kehlmann)
- Sonderpreis im Rahmen der Verleihung des Nestroy-Theaterpreises 2020[8]

## Bühnenrollen (Auswahl)

### Theater in der Josefstadt
- Alfred in Geschichten aus dem Wiener Wald von Ödön von Horváth
- Serge in Kunst von Yasmina Reza
- Jaromir in Der Unbestechliche von Hugo von Hofmannsthal
- Oberst in Jacobowsky und der Oberst von Franz Werfel
- Forstadjunkt in Figaro lässt sich scheiden von Ödön von Horváth
- Christoph Seegast in Die Ähnlichen von Botho Strauß
- Flottwell in Der Verschwender von Ferdinand Raimund
- Sigismund in Das Leben ein Traum von Pedro Calderón de la Barca
- Don Juan in Don Juan oder Die Liebe zur Geometrie von Max Frisch
- Jean in Fräulein Julie von August Strindberg
- Kasimir Dachl in Heimliches Geld, heimliche Liebe von Johann Nestroy
- Gregers in Die Wildente von Henrik Ibsen
- Titelrolle in Liliom von Ferenc Molnár
- Rappelkopf in Der Alpenkönig und der Menschenfeind von Ferdinand Raimund
- Mackie Messer und  Jonathan Jeremiah Peachum in Die Dreigroschenoper von Bertolt Brecht
- Titelrolle in Amphitryon von Heinrich von Kleist
- Torvald in Nora oder ein Puppenheim von Henrik Ibsen
- Lady Bracknell in Bunbury von Oscar Wilde
- Vicomte de Valmont in Gefährliche Liebschaften von Choderlos de Laclos
- Männerrollen im Reigen von Arthur Schnitzler
- Friedrich Hofreiter in Das weite Land von Arthur Schnitzler
- Antonio Salieri in Amadeus von Peter Shaffer
- Dr. Bernhardi in Professor Bernhardi von Arthur Schnitzler
- Kapitän Gustav Schröder in Die Reise der Verlorene von Daniel Kehlmann  (Uraufführung, Regie: Janusz Kica)
- Hermann Merz in Leopoldstadt von Tom Stoppard (Deutschsprachige Erstaufführung, Regie: Janusz Kica)
- Gennadij Nestschastliwzew in Der Wald von Alexander Ostrowski

### Weitere Engagements
- Spielansager in Jedermann von Hugo von Hofmannsthal, Salzburger Festspiele 1995 und 1996
- Dolabella in Antonius und Cleopatra von William Shakespeare, Salzburger Festspiele 1995
- Wilhelm Krey in 1913 von Carl Sternheim, Schauspiel Köln 1999
- Jean in Fräulein Julie von August Strindberg, Schauspiel Köln 2001
- Professor Henry Higgins in My Fair Lady von Frederick Loewe, Volksoper Wien, 2008–2017
- Haushofmeister in Ariadne auf Naxos von Richard Strauss, Wiener Staatsoper, 2022

## Filmografie
- 1995: Tatort: Die Freundin
- 1996: Die Angst vor der Idylle (Regie: Götz Spielmann)
- 1999: Die Straußkiste (Regie: Percy Adlon)
- 1999: Kommissar Rex (Episode: Das Testament)
- 2001: Julia – Eine ungewöhnliche Frau (Episode: Alles vergeblich)
- 2004: Ein Glücklicher Tag (Regie: Paul Henge)
- 2014: Altes Geld (Fernsehserie)
- 2018: Alt, aber Polt (Fernsehfilm)
- seit 2020: Der Altaussee-Krimi (Fernsehreihe)
  - 2020: Letzter Kirtag
  - 2021: Letzter Gipfel
  - 2022: Letzte Bootsfahrt
  - 2023: Letzter Saibling
- 2023: Schnell ermittelt (Episode: Sabine Strobl)

## Hörspiele
- 2015: David Vogel: Eine Wiener Romanze – Regie: Harald Krewer (Hörspiel, 2 Teile – ORF/DKultur)

## CD
- Manche Tage dauern Jahre – Herbert Föttinger liest Texte von Norbert Silberbauer – ORF Ö1-CD, Edition Literatur, 2003

## Regiearbeiten (Auswahl)
Theater in der Josefstadt
- Kampl von Johann Nestroy
- Das vierte Gebot von Ludwig Anzengruber
- Mein Nestroy von Peter Turrini
- Der Diener zweier Herren von Carlo Goldoni
- Nächstes Jahr – gleiche Zeit von Bernard Slade
- Buddenbrooks nach Thomas Mann
- Halpern & Johnson von Lionel Goldstein
- Der blaue Engel von Heinrich Mann
- Jedem das Seine von Silke Hassler und Peter Turrini
- Der Herr Karl von Helmut Qualtinger und Carl Merz
- Campiello, frei nach Carlo Goldoni von Peter Turrini
- Geschichten aus dem Wiener Wald von Ödön von Horváth
- Endlich Schluss von Peter Turrini
- Der Mentor von Daniel Kehlmann
- Aus Liebe von Peter Turrini
- Die Schüsse von Sarajevo von Milan Dor und Stephan Lack
- Anatol von Arthur Schnitzler
- Niemand von Ödön von Horváth
- Heilig Abend von Daniel Kehlmann
- Fremdenzimmer von Peter Turrini
- All about Eve von Christopher Hampton
- Acht Frauen von Robert Thomas
- Leben und Sterben in Wien von Thomas Arzt

Theater an der Wien
- Fidelio von Ludwig van Beethoven (2013)
- La mère coupable von Darius Milhaud (2015)

Theater am Gärtnerplatz 
- Don Giovanni von Wolfgang Amadeus Mozart (2017)
- Rigoletto von Giuseppe Verdi (2020)
- Werther von Jules Massenet (2023)
- Carmen von Georges Bizet (2024)